# Adelheid von Holland

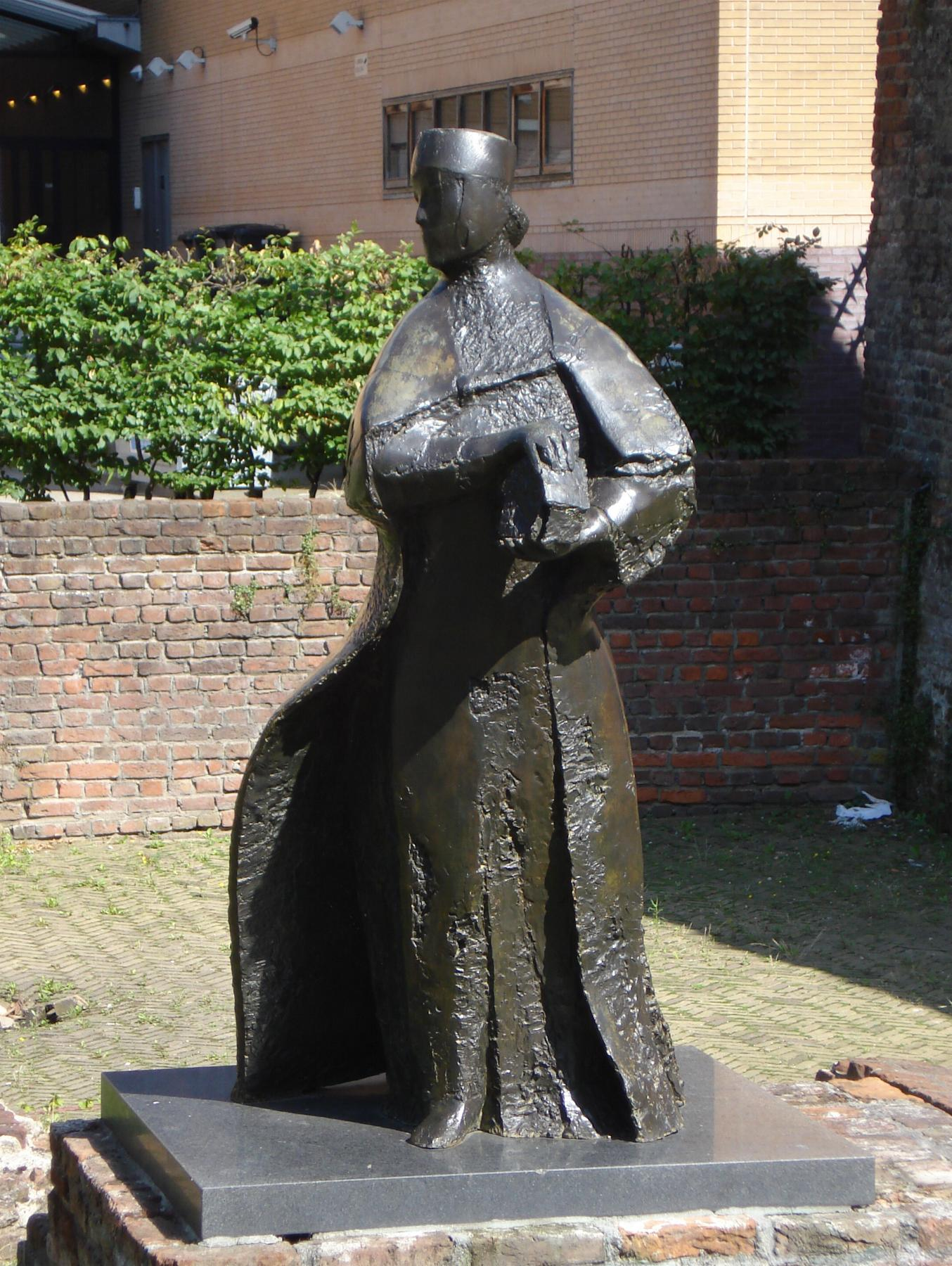
Adelheid von Holland
(Skulptur in Schiedam)

Adelheid von Holland (auch Adelheid von Avesnes) (teilweise auch Aleid, Aleydis) (* um 1230; † 1284) war für ihren unmündigen Neffen Florenz V. Regentin der Grafschaft Holland und Zeeland zwischen 1258 und 1263 sowie durch Heirat Gräfin des Hennegau. 

## Leben
Sie war Tochter des Grafen Florenz IV. und der Mutter Mathilde von Brabant. Damit war sie die Schwester des Königs Wilhelm von Holland. 
Sie war seit 1246 mit Johann von Avesnes, Graf des Hennegau verheiratet. Dafür spielten politische Gründe eine Rolle. Wilhelm von Holland hat den Grafen gegen dessen Mutter, Margarete von Flandern unterstützt. Johann wollte seinen Anspruch auf Flandern durchsetzen. Mit ihrem Mann hatte Adelheid sieben Kinder. Darunter war Johann II., später Graf von Holland, Johanna Äbtissin von Flines, Burchard von Avesnes Bischof von Metz, Guido von Avesnes Bischof von Utrecht, Wilhelm II. von Hainault Bischof von Cambrai, Florenz von Hennegau Statthalter von Zeeland und durch Heirat Titularfürst von Achaia-Morea. Ihr Mann starb bereits 1257. 
Adelheid hat ihren Neffen Floris V. von Holland nach dem Tod Wilhelms erzogen, obwohl dessen Mutter noch lebte. Die Regentschaft für diesen hatte zunächst dessen Onkel Florenz inne. Dieser hatte den Konflikt mit Margarete von Flandern beigelegt. 
Als Florenz 1258 starb, ging die Regentschaft als Vögtin auf Adelheid über. Sie urkundete als Tutrix de Hollandie et Zeelandie. Als weiteren Vormund bestimmte sie Heinrich III. von Brabant. Dieser starb 1261. Von außen wurde Holland zu dieser Zeit nicht bedroht. Ihre Position als Regentin wurde von König Richard von Cornwall 1262 bestätigt.
Gegen die Herrschaft einer Frau begehrte aber der Adel auf. Der Adel berief an ihrer statt Graf Otto II. von Geldern als Regent. Dieser nahm Dordrecht ein, während Adelheid sich nach Zeeland zurückziehen musste. Ihm gelang es die Truppen Adelheids bei Reimerswaal zu schlagen und konnte damit die Macht erringen. Sie erkannte ihre Niederlage an und in einer Urkunde von 1264, sprach sie von einer früheren Gewalt. 
Nachdem Florenz schon 1265/66 selbst die Regentschaft übernommen hatte, erlangte sie erneut großen Einfluss auf ihn. Er schloss mit Adelheid einen Vertrag über ihr Witwengut ab. Adelheid hatte großen Anteil daran, dass einer ihrer Söhne Florenz von Hennegau großen Einfluss erringen konnte. Dies führte dazu, dass Florenz V. 1277 diesen und Adelheid aus Holland vertrieb. Seither lebte diese im Hennegau, wo inzwischen ihr Sohn Johann die Herrschaft übernommen hatte. Eine Aussöhnung mit Holland erfolgte 1282.
Sie tat sich als Stifterin und Förderin religiöser Einrichtungen hervor. Davon profitierten insbesondere die Bettelorden, Zisterzienser und die Beginen. Dies wird in ihrem Testament von 1271 deutlich. Sie wurde in Valenciennes bestattet.